# Phi Aquilae
Phi Aquilae (61 Aquilae) é uma estrela binária na direção da constelação de Aquila. Possui uma ascensão reta de 19h 56m 14.23s e uma declinação de +11° 25′ 25.4″. Sua magnitude aparente é igual a 5.28. Considerando sua distância de 206 anos-luz em relação à Terra, sua magnitude absoluta é igual a 1.28. Pertence à classe espectral A1IV. É uma estrela variável suspeita e é um sistema binário espetroscópico.